# VFW 614
Dimensions
Le VFW 614 est un avion à réaction bimoteur de 40 places développé par la société allemande VFW-Fokker dans les années 1970. Il effectua son premier vol le 14 juillet 1971. Sa caractéristique essentielle venait de ses turboréacteurs disposés au-dessus des ailes. Cette disposition lui aurait permis de viser les marchés de pays aux pistes sommairement aménagées, en empêchant ainsi l'ingestion par les moteurs de corps étrangers projetés par le train avant au roulage, tout comme les hydravions ont aussi leurs moteurs au-dessus des ailes pour les protéger contre les projections d'eau. Ces moteurs étaient dépourvus d'inverseurs de poussée.
On trouve une construction équivalente sur le bimoteur à réaction de la firme japonaise Honda, le Honda HA-420 HondaJet, dont la sortie commerciale était initialement prévue pour 2012 et qui a finalement reçu sa certification FAA le 9 décembre 2015.
Trop compliqué et trop cher cependant pour pouvoir faire concurrence au F27 Friendship, construit et commercialisé par le partenaire néerlandais Fokker, il ne connut pas le succès attendu. Seuls trois clients civils européens acquirent vingt-deux exemplaires, qui furent rapidement retirés du service et en partie réaffectés. La production totale dépassa à peine une vingtaine d'appareils. La fabrication fut arrêtée le 31 décembre 1977.

## Fiche technique
- Largeur de la cabine : 2,66 m
- Hauteur de la cabine : 1,92 m
- Capacité : 44 places (monocouloir, 2+2)
- Masse à vide : 12 180 kg
- Charge utile : 5 000 kg

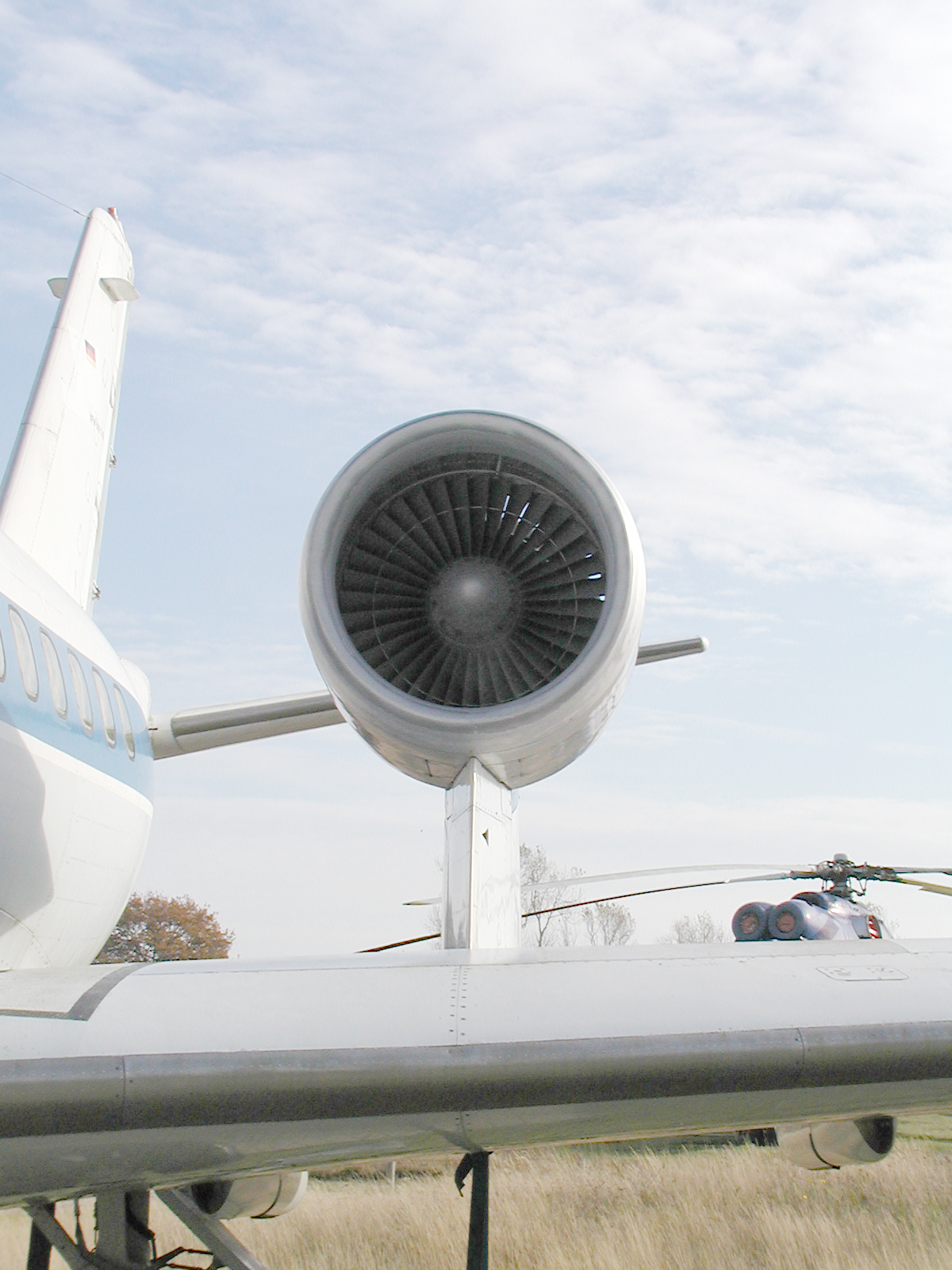
Plan rapproché exposant la disposition inhabituelle du moteur sur l'aile.

- Masse maxi. décollable : 19 950 kg
- Vitesse maxi : 735 km/h (Mach 0,74)
- Vitesse de croisière :700 - 720 km/h à 7 600 m d'altitude
- Vitesse mini : 157 km/h
- Taux de montée au niveau de la mer : 15,75 m/s
- Distance de décollage : 1 325 m
- Distance d'atterrissage : 1 100 m
- Motorisation : deux turboréacteurs à double flux Rolls-Royce/Snecma M45H Mk.501 de 32,4 kN de poussée chacun

## Utilisateurs
- Touraine Air Transport (TAT) : 8 appareils ;
- Air Alsace : 3 appareils ;
- Cimber Air (compagnie danoise) : 2 appareils (1er avion de série, désigné G4) ;
- Flugbereitschaft (service de transport de VIP du gouvernement assuré par la Bundeswehr) : 2 appareils, utilisés respectivement jusqu'en mars et septembre 1998.

Un seul exemplaire (le G17) continue de voler, utilisé comme banc volant (Advanced Technologies Testing Aircraft System, ATTAS) par l'institut allemand de recherche aérospatiale DLR.
Un appareil (le G18) est exposé au musée des dirigeables et de l'aviation de Marine AERONAUTICUM (en) de Nordholz, et un autre (le G14) est stationné sur le site d'EADS de Lemwerder près de Brême. L'université de Oldenbourg le modifie pour en faire un simulateur de cabine destiné à des essais de vibration. L'appareil ATD (G15) est parqué sur la terrasse de l'aéroport de Brême. Il fut restauré en 2006 et repeint aux couleurs usine du G11. Un autre appareil est exposé sur l'ancien aéroport de Berlin-Tempelhof.